# Katholische Universität von Temuco
Die Katholische Universität von Temuco (span.: Universidad Católica de Temuco, kurz: UTemuco) ist eine römisch-katholische Universität kirchlichen Rechts in Temuco (Chile).

## Hochschule
Die Gründung der Universität erfolgte am 8. September 1959 vom Bischof von Temuco, Alejandro Menchaca Lira, der dabei von der Päpstlichen Katholischen Universität von Chile unterstützt wurde. Es war die erste Hochschuleinrichtung in der Región de la Araucanía. 1972 wurde sie zum Hauptsitz der Päpstlichen Katholischen Universität von Chile umgewandelt und baute den Schwerpunkt der Lehreraus- und Weiterbildung für die südliche Region Chiles auf. Am 10. Juli 1991 erhielt die Katholischen Universität ihre Autonomie zurück und die volle staatliche Anerkennung.
Die Hochschule mit ca. 9.200 Studenten hat 54 grundständige Studiengänge, sieben Master-Programme, 42 Graduiertenprogramme und 15 Aufbaustudiengänge (Stand 2013). 
Rektor ist Aliro Bórquez Ramírez und Großkanzler ist Jorge Enrique Concha Cayuqueo, der Bischof von Temuco. Bis März 2022 bekleidete Héctor Eduardo Vargas Bastidas das Amt des Großkanzlers.

## Fakultäten
- Sozial- und Geisteswissenschaften
- Rechtswissenschaften
- Bildungs- und Erziehungswissenschaften
- Ingenieurwissenschaften
- Umweltwissenschaften
- Technikwissenschaften
- Gesundheitswissenschaften
- Katholische Theologie